# Beautiful (cântec de Christina Aguilera)
"Beautiful" este un cântec al cântăreței americane Christina Aguilera, de pe cel de-al patrulea album de studio al său, Stripped. Este al doilea single de pe album, fiind lansat pe 16 noiembrie 2002. Cântecul este o baladă pop și a fost scris și produs de Linda Perry.
"Beautiful" a câștigat un Premiu Grammy pentru „cea mai bună interpretare vocală pop feminină” și a mai fost nominalizat la categoria „Piesa anului”. Cântecul a avut succes comercial, ajungând în topurile muzicale din Australia, Belgia, Canada, Irlanda, Noua Zelandă și Regatul Unit. A atins poziția nr. 2 în Billboard Hot 100 (SUA), fiind certificat cu aur.

## Lista pieselor
| US, Germany and France CD single 1. "Beautiful" – 3:58 2. "Dame Lo Que Yo Te Doy" – 3:46 3. "Beautiful" (music video) – 3:59 UK CD single 1. "Beautiful" – 3:58 2. "Dirrty" (MaUVe Remix) – 8:11 3. "Beautiful" (music video) – 3:59 | Digital remix EP 1. "Beautiful" (Peter Rauhofer Radio Mix) – 3:58 2. "Beautiful" (Al B Rich Radio Mix) – 4:14 3. "Beautiful" (Valentin Radio Mix) – 3:59 4. "Beautiful" (Peter Rauhofer Short Club) – 7:03 5. "Beautiful" (Brother Brown Mishow) – 5:11 6. "Beautiful" (Brother Brown Divine Mix) – 9:03 7. "Beautiful" (Al B Rich Next Level Mix) – 8:36 8. "Beautiful" (Peter Rauhofer Beautiful Theme) – 3:40 9. "Beautiful" (Valentin Club Mix) – 5:56 10. "Beautiful" (Peter Rauhofer Extended Club) – 10:33 11. "Beautiful" (Brother Brown Dub) – 7:50 |

## Clasamente
| Clasament (2002–03)                                                                               | Poziție |
| ------------------------------------------------------------------------------------------------- | ------- |
| Australia (ARIA)                                                                                  | 1       |
| Austria (Ö3 Austria Top 40)                                                                       | 5       |
| Belgia (Ultratop 50 Flanders)                                                                     | 3       |
| Belgia (Ultratop 50 Wallonia)                                                                     | 18      |
| Canadian Singles Chart                                                                            | 1       |
| Danemarca (Tracklisten)                                                                           | 9       |
| Olanda (Single Top 100)                                                                           | 4       |
| Olanda (Dutch Top 40)                                                                             | 2       |
| Franța (SNEP)                                                                                     | 27      |
| Germania (Media Control Charts)                                                                   | 4       |
| Ungaria (Rádiós Top 40)                                                                           | 6       |
| Irlanda (IRMA)                                                                                    | 1       |
| Italia (FIMI)                                                                                     | 8       |
| Noua Zeelandă (Recorded Music NZ)                                                                 | 1       |
| Norvegia (VG-lista)                                                                               | 5       |
| Poland (Polish Singles Chart)                                                                     | 3       |
| Romania (Romanian Top 100)                                                                        | 1       |
| Scoția (Official Charts Company)                                                                  | 1       |
| Suedia (Sverigetopplistan)                                                                        | 3       |
| Elveția (Schweizer Hitparade)                                                                     | 7       |
| UK Singles (Official Charts Company)                                                              | 1       |
| US Billboard Hot 100                                                                              | 2       |
| US Adult Contemporary (Billboard)                                                                 | 1       |
| US Adult Top 40 (Billboard)                                                                       | 19      |
| US Hot Dance Club Songs (Billboard) Peter Rauhofer, Brother Brown, Al B Rich and Valentin remixes | 1       |
| US Latin Pop Songs (Billboard)                                                                    | 38      |
| US Mainstream Top 40 (Billboard)                                                                  | 1       |
| US Rhythmic (Billboard)                                                                           | 13      |

| Clasament (2012)           | Poziție |
| -------------------------- | ------- |
| Coreea de Sud (Gaon Chart) | 181     |

| Clasament (2003)                 | Poziție |
| -------------------------------- | ------- |
| Australian ARIA Charts           | 24      |
| Austrian Ö3 Austria Top 40       | 45      |
| Dutch Top 40                     | 35      |
| German Media Control Charts      | 56      |
| Irish Singles Chart              | 16      |
| New Zealand Top 40 Singles Chart | 3       |
| Swedish Sverigetopplistan        | 27      |
| Swiss Hitparade                  | 66      |
| UK Singles Chart                 | 23      |
| US Billboard Hot 100             | 16      |

## Certificări
| Regiune | Certificări | Vânzări    |
| --- | ----------- | ---------- |
| Australia (ARIA)                                                                                           | Platină     | 70.000^    |
| Noua Zeelandă (RMNZ)                                                                                       | Aur         | 7.500*     |
| Regatul Unit (BPI)                                                                                         | Argint      | 355,000    |
| Statele Unite (RIAA)                                                                                       | Aur         | 1,500,000* |
| *cifrele de vânzări sunt bazate pe un singur certificat ^cifrele cargo sunt bazate pe un singur certificat |             |            |